# Катодна станція
Като́дна ста́нція (рос. катодная станция; англ. cathodic station; нім. Kathodenstation f, kathoden Schutzanlage f) – комплекс обладнання, яке призначене для створення постійного електричного струму між анодним заземленням і підземною спорудою (трубопровід, резервуар та ін.) при катодному захисті останнього від корозії. Розрізняють мережні К.с. (найбільш розповсюджені), джерелом електроенергії для яких є лінії електропередач (ЛЕП), і автономні.